# 北条米

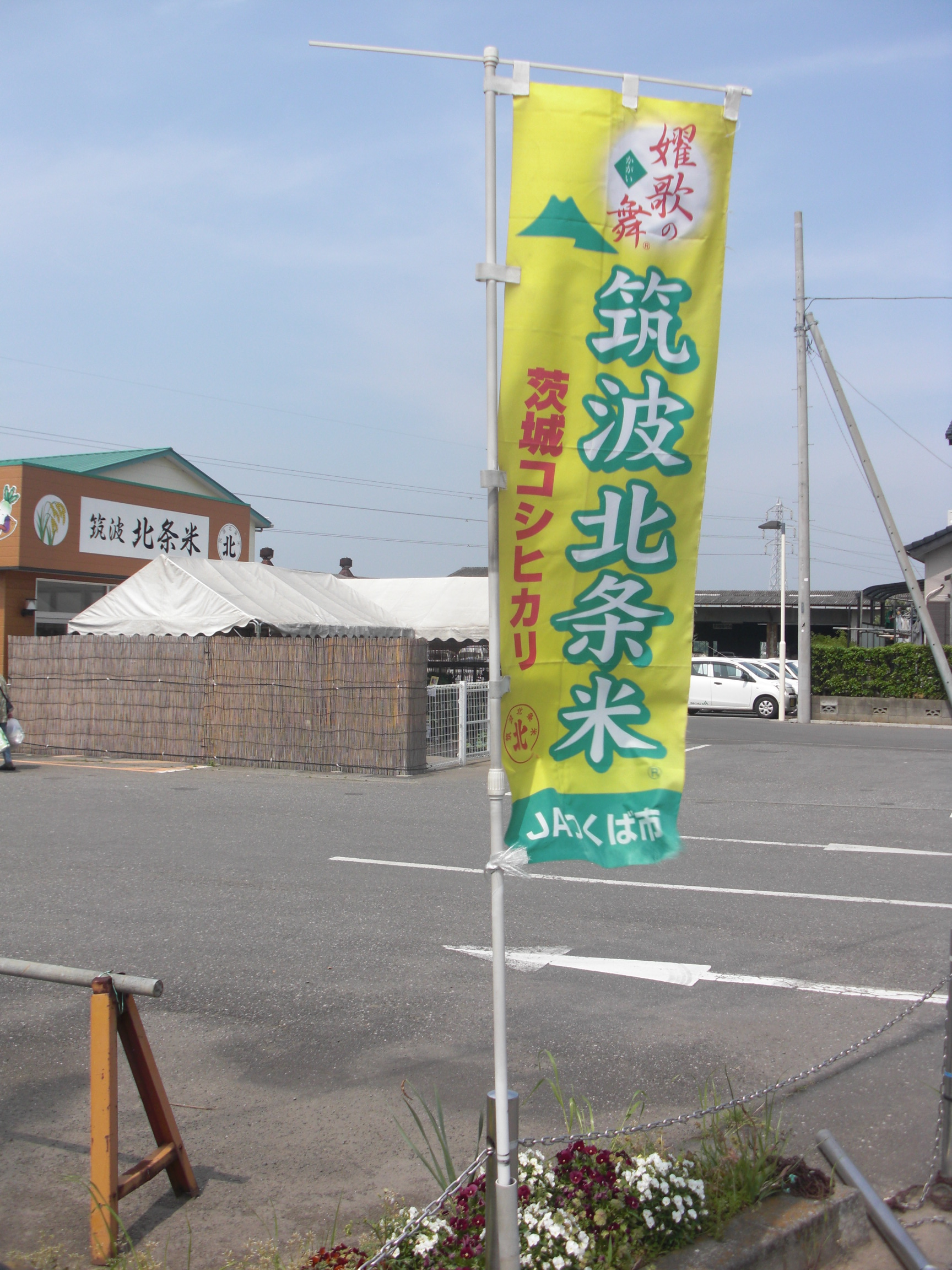
筑波北条米の幟

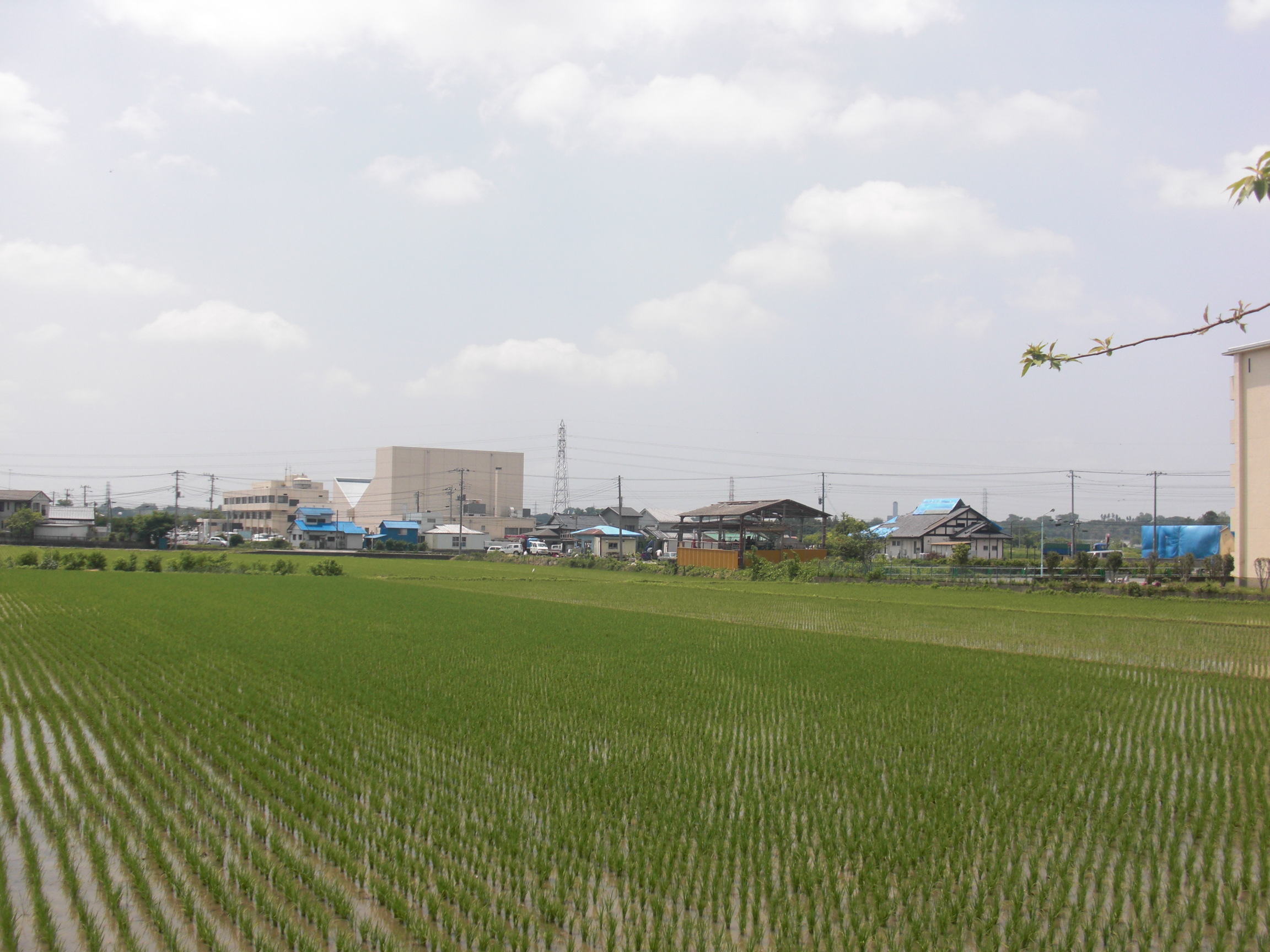
北条米を生産する水田（つくば市北条、2012年6月）

北条米（ほうじょうまい）は、茨城県つくば市の筑波山山麓で生産される特別栽培米。昭和時代初期には皇室に献上されていた米で、現在の主要な品種はコシヒカリである。
筑波山麓の穀倉地帯に産し、つくば市農業協同組合が「筑波北条米」として、菅原精米工業が「小田北条米」として、それぞれ商標登録している。また米のまま販売するだけでなく、「北条米スクリーム」の名でアイスクリームとしても販売され、まちづくりに生かされている。

## 概要
2000年代以降の日本では、味と粘りの良い米が消費者に注目され、その中でも「地域ブランド米」と呼ばれる米に話題が集まり、北条米もその1つに挙げられる。
常陸北条米は、つくば市北条、筑波、田井、小田の4地域で生産された米のみに冠することのできるブランド名である。これらの地域は、筑波山南西山麓の桜川東岸に位置する「桜川低地」と呼ばれ、標高10 - 20メートルほどの平坦な地形である。桜川低地は主に水田として利用され、筑波山由来のミネラル分を多く含んだ水が流入する。この水が米の旨味を引き出し、米だけでなく山麓で栽培される野菜類などにも甘みをもたらすとしている（現在では、山口地区など一部を除き、土地改良された田は霞ヶ浦の水を使用している）。穂が成熟する「登熟期」に昼は高温、夜は低温となる気候的要因も重要である。
戦前には皇室献上米であり、既に米穀関係者に知られていた。冷めてもおいしい、甘みがあるなどと消費者から評されている。その味は日本穀物検定協会による食味ランキングにおいて、魚沼コシヒカリと並ぶ「特A」を獲得している。アミロースとタンパク質の含有量が少ないことと水分量がちょうどよいことから、ほど良い粘りと弾力が保たれ、おいしくなるとされる。
レンゲソウを使った有機農法に取り組む栽培農家は「まぼろしの」という言葉を用いて北条米栽培のこだわりを示している。栽培面積は約26ヘクタール。2011年（平成23年）の生産高は約3,800トンである。
北条米はブランド米であるばかりでなく、商店街の活性化においても鍵となっている。

## 歴史

### 戦前
北条米栽培地域のうち、旧北条町は経済活動の中心地であり、1890年（明治23年）の『営業税雑種税地位等級表』では3等と評価されたものの、米・雑穀商も存在した。この頃、地域の米は農業産出額の7割以上に達する主産物であったが、反収は日本の全国平均を下回っていたため、稲作の技術改良や肥料の導入などの工夫や積極的な農事講習会への参加、農会の設置など、生産力向上に取り組んだ。努力の結果、大正時代には農業生産力の向上が見られ、地主から自立した小規模農家も増加した。この頃、北条の米穀肥料商であった大塚総一郎が北条の米を売り出した。北条の米は北の文字を丸印で囲んだ「マル北」の印の「マル北米」として知られるようになった。
1929年（昭和4年）5月、筑波郡北部町村農会長評議会（マル北農会）が開かれ、共同販売と農業倉庫の設置が議論された。そして遠藤重吉を組合長として有限責任北条町外一町六ヶ村販売利用組合が発足、北条町仲町に組合事務所を、北条小学校に農業倉庫を置いた。農業倉庫は「マル北」印を使用し、米や麦の保管と販売を手掛けた。組合は昭和恐慌の最中という厳しい時代にありながら、順調に販売数を伸ばし、1937年（昭和12年）6月に保証責任茨城県販売購買利用組合聯合会に権利譲渡し解散するまで、安定した経営を行った。この間に食味良好であることから、皇室献上米となり、関東の逸品として米穀関係者に知られる存在となった。

### 戦後
第二次世界大戦後は、米の増産に力点が置かれ、農地改革の影響で自作農が増えたことを背景に生産意欲が向上したため、米の収量は伸び続けた。農業の多角化や減反政策が始まってからも、米の最重要生産物としての地位が揺らぐことはなかった。北条米の品質が優れており、日本政府に買い入れ制限をかけられても、販路に困ることがなかったためである。減反とは逆行して、耕地面積に占める田の割合は年々増加し、米作偏重から脱することを企図した筑波町農政はうまく進まなかった。
ブランド力に依存するだけでなく、栽培農家は減農薬栽培を推進するなど、質の高い米作りに取り組んできた。そして北条米は「地域の宝」として認識されるようになり、まちづくりにも生かされることとなった。まちづくりのコンセプトは「米（マイ）コミュニティ構想」として、北条米を活用した新商品「北条米スクリーム」の開発、北条市（ほうじょういち）の開催、「米本位制」の地域通貨「マイス」の流通実験などを実施した。この取り組みには地元の筑波大学が「筑波山ルネサンス」事業の一環として参加しており、2009年（平成21年）に北条商店街は茨城県で唯一、新・がんばる商店街77選に選定された。
福島第一原子力発電所事故以降、日本では放射性物質による食の安全への不安が高まったが、北条米から放射性物質は検出されなかった。2012年（平成24年）5月6日には北条地区に竜巻が襲来、北条米を栽培する田のうち約3 - 4ヘクタールに飛ばされてきた瓦礫（がれき）が降り注ぐなどして田植えに支障が出た。つくば市の大半の地区は5月6日までに代掻きを終えていたが、北条ではまだであった。地元農家は朝日新聞社の取材に対して、田をきれいにして竜巻被害のイメージを取り去り、良い米を作りたい、とコメントした。

## 北条米を活用した商品

### 北条米スクリーム
つくば市北条では、北条米を3割ほど使用したアイスクリームを「北条米スクリーム」の名で販売している。炊いたご飯をアイスクリームに練り込んでいるため、独特のもっちりとした食感と米の持つ自然な甘みが特徴的である。「プレーン味」は1か月に1,000個の売り上げがある。北条に来てもらうために北条地区のみで販売しており、2012年1月現在、7店舗が扱っている。
2007年（平成19年）夏の北条祇園祭りの際に筑波大学の学生がプレオープン中の「北条ふれあい館岩崎屋」で北条米を使ったアイスクリームを販売したところ成功し、商品化が決定。2008年（平成20年）11月1日に茨城県で開催された国民文化祭に合わせて販売を開始し、マスコミにも取り上げられた。2009年（平成21年）からは春限定で「さくら味」の販売を行っており、2012年（平成24年）には平沢官衙遺跡での出張販売も行われた。2010年（平成22年）には夏限定で「ブルーベリー味」が、2011年（平成23年）には夏限定で「梅味」が登場した。2011年（平成23年）7月31日につくば市と交流のある東京都荒川区から外郭団体がつくば市を訪れた際に、昼食のデザートとして北条米スクリームが供された。

### 北条米シフォン

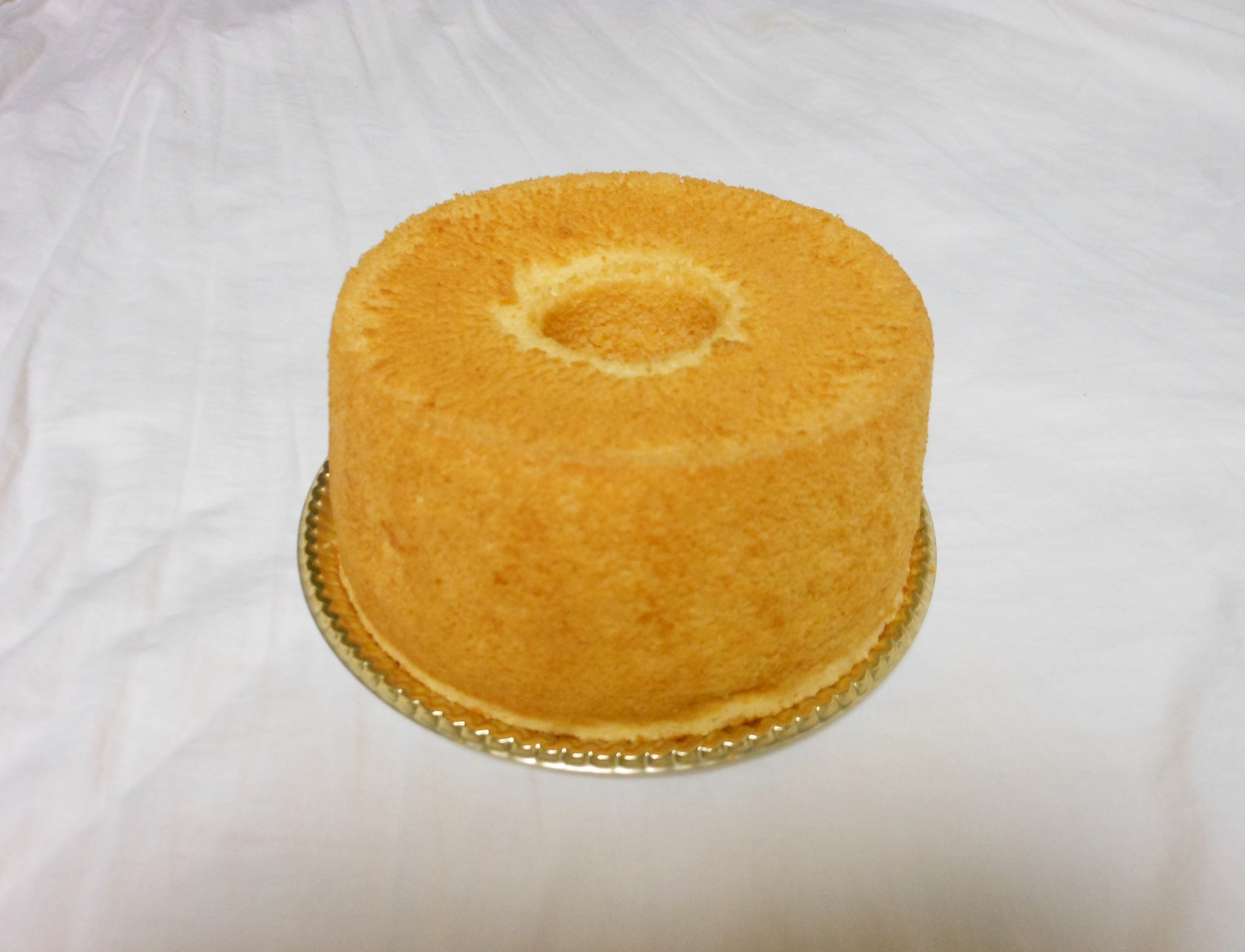
北条米シフォン

つくば市東新井にあるコート・ダジュールが生産する北条米の米粉を使ったシフォンケーキ。つくば市役所が認定する第1回つくばコレクション（2012年（平成24年）2月）の認定品で、2012年（平成24年）4月29日につくば市葛城根崎にある研究学園駅前公園にて開催された「つくばの食王座決定戦」でスイーツ部門で3位を受賞した。コート・ダジュールでは、ほかにも北条米を使った商品として「北条米バターカステラ」を生産・販売している。

### 北条えんむすび
地域の女性たちが開発したおにぎりで、2008年（平成20年）の国民文化祭で披露された。塩味の「えんむすび」、古代米を加えた「万葉むすび」、筑波地鶏やニンジンなどを入れた「筑波地鶏むすび」の3つで1セットとなっている。

## 商標登録
北条米に関連して特許庁に商標登録されているものは、以下の4つがある。
| 登録商標名       | 登録番号    | 商標権者             | 出願日         | 登録日        | 備考             |
| ---------------- | ----------- | -------------------- | -------------- | ------------- | ---------------- |
| 筑波北条米       | 第4291267号 | つくば市農業協同組合 | 1998年3月11日  | 1999年7月9日  |                  |
| 筑波北条米∞北    | 第4633770号 | つくば市農業協同組合 | 1998年9月22日  | 2003年1月10日 | 「マル北」のロゴ |
| 小田北条米       | 第5104597号 | 菅原精米工業株式会社 | 2005年11月30日 | 2008年1月11日 |                  |
| 北条米スクリーム | 第5217156号 | 坂入英幸             | 2008年9月10日  | 2009年3月27日 |                  |

## 流通

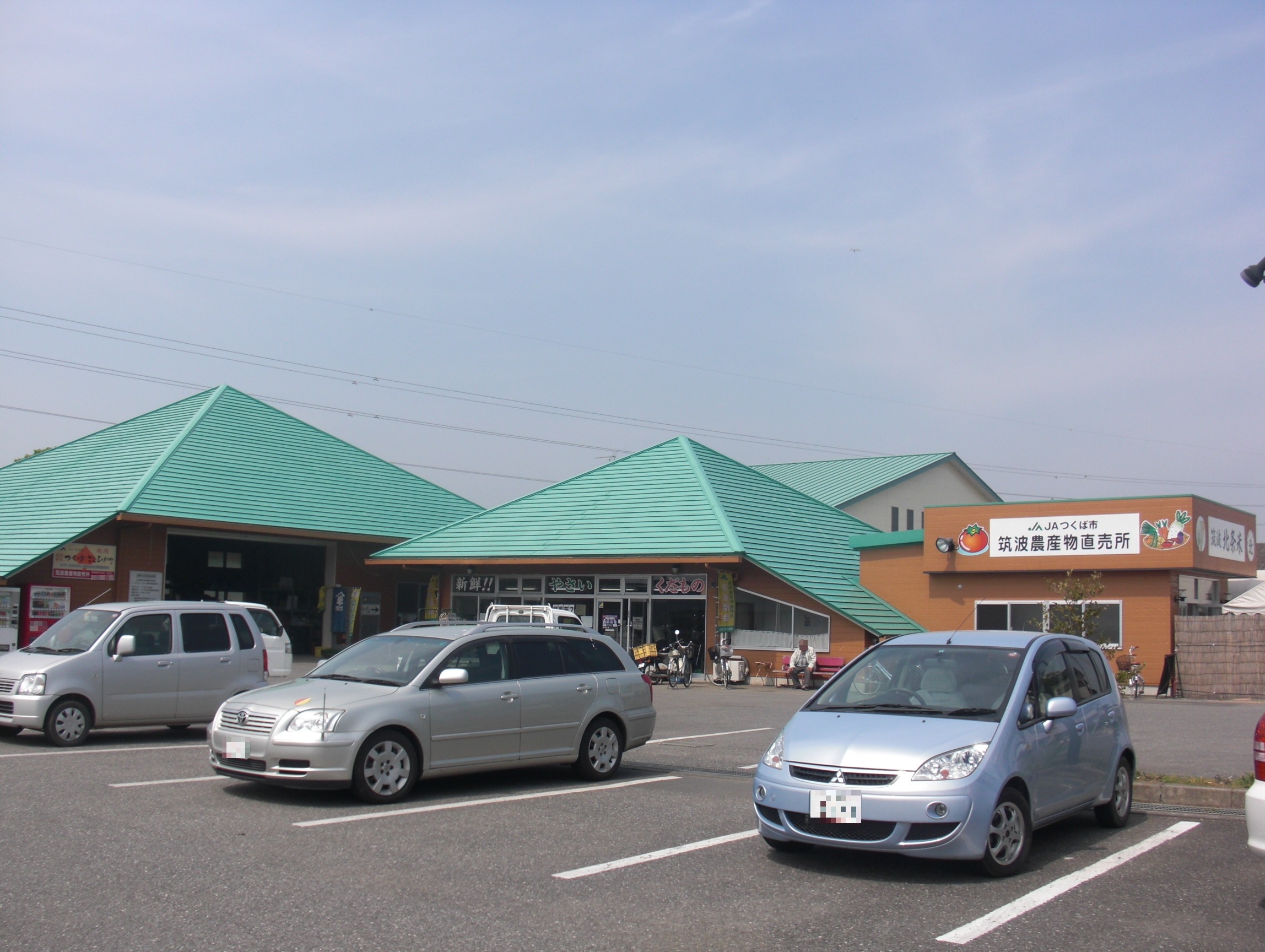
JAつくば市筑波農産物直売所

北条米はJAつくば市を通して出荷されるほか、農家による直接販売も行われている。特に21世紀初頭には農家からインターネットや宅配を利用した直販が活発化している。JAを通して生産する農家は2011年（平成23年）時点で約250軒、生産高は約915トンである。
北条地区の農産物直売所では、「筑波ふれあい市」や「JAつくば市筑波農産物直売所」で取り扱う。東京都内の著名な飲食店へも出荷される。流通価格は5キログラムあたりで一般的なコシヒカリより500円以上高価である。

## 課題
北条米の栽培には自然的な課題と人的な課題が存在する。前者は地球温暖化による登熟期の夜間の気温上昇と硝酸イオン濃度の上昇、後者は農家の高齢化が指摘できる。